# Groß Miltzow
Groß Miltzow – gmina w Niemczech, w kraju związkowym Meklemburgia-Pomorze Przednie, w powiecie Mecklenburgische Seenplatte, wchodzi w skład Związku Gmin Woldegk.